# Mira Monte, Kalifornien
Mira Monte är en ort (CDP) i Ventura County, i delstaten Kalifornien, USA. Enligt United States Census Bureau har orten en folkmängd på 6 854 invånare (2010) och en landarea på 11,8 km².